# Antichiroides brullei
Antichiroides brullei är en skalbaggsart som beskrevs av François Louis Nompar de Caumont de Laporte 1840. Antichiroides brullei ingår i släktet Antichiroides och familjen Rutelidae. Utöver nominatformen finns också underarten A. b. meridionalis.